# 佩列特諾湖
58°22′04″N 33°07′00″E / 58.367855°N 33.116551°E

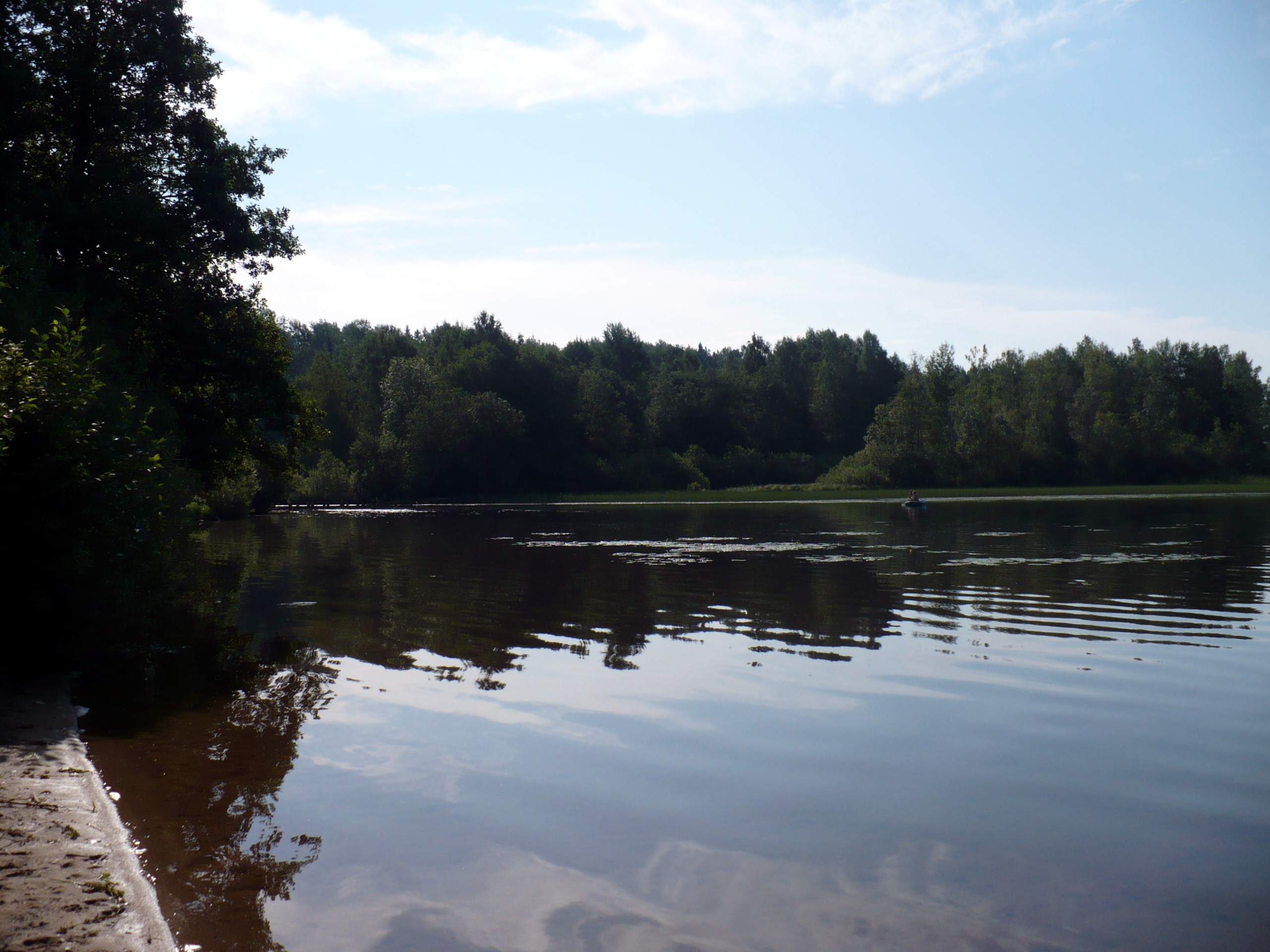

佩列特諾湖（俄语：Перетно），是俄羅斯的湖泊，位於該國西北部，由諾夫哥羅德州負責管轄，處於奧庫洛夫卡以西10公里，面積3.8平方公里，海拔高度144.9米，集水區面積525平方公里。